# Lankascincus dorsicatenatus
Lankascincus dorsicatenatus là một loài thằn lằn trong họ Scincidae. Loài này được Deraniyagala mô tả khoa học đầu tiên năm 1953.